# Elin Wägner
Elin Wägner (ur. 16 maja 1882 w Lund, zm. 7 stycznia 1949 w Rösås, w regionie Kronoberg) – szwedzka pisarka, dziennikarka, działaczka feministyczna, aktywistka. W latach 1944–1949 była członkiem Akademii Szwedzkiej (fotel nr 15).

## Życiorys

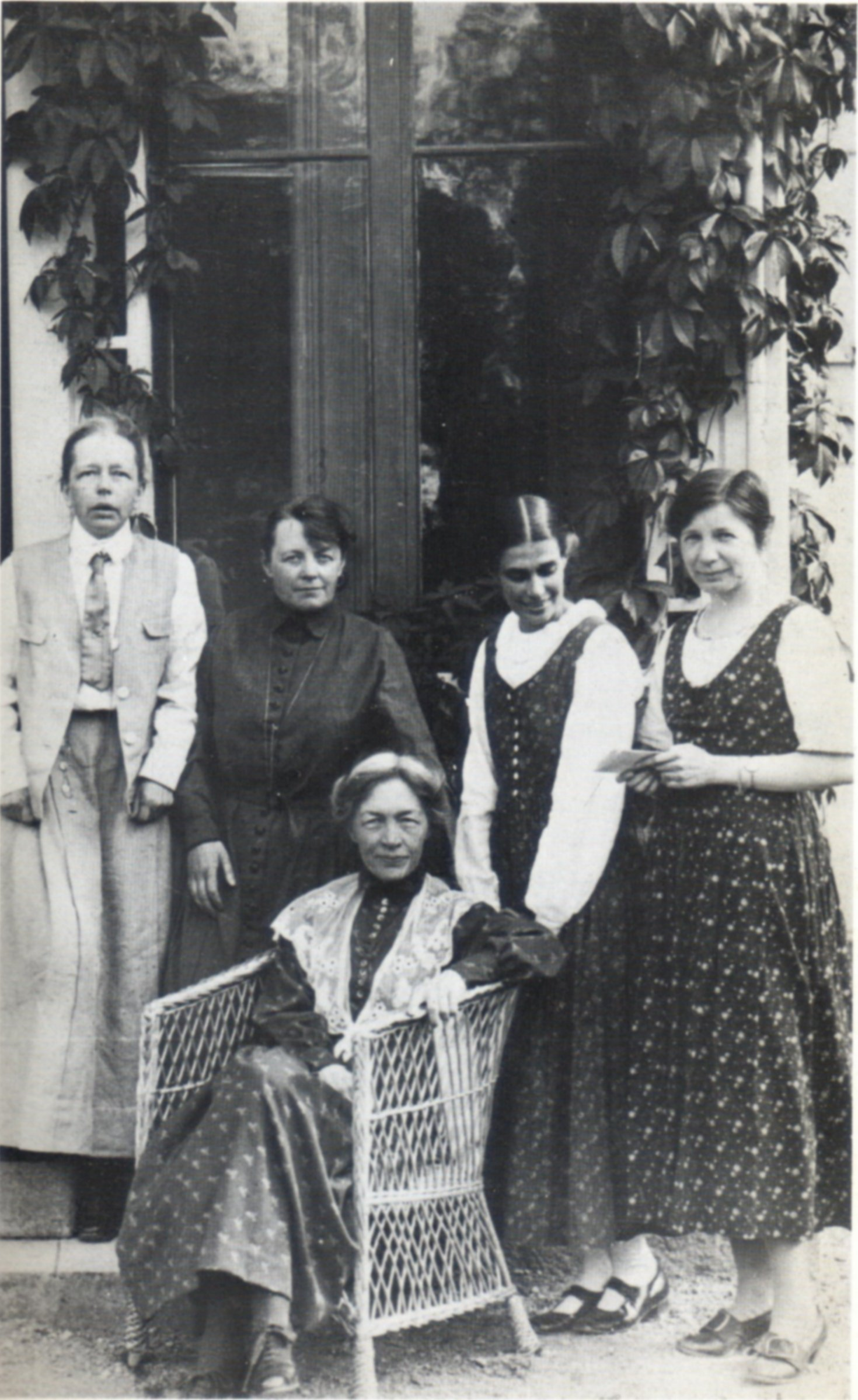
Członkinie Fogelstadgruppen. Elin Wägner pierwsza od prawej

Jej ojciec był docentem filozofii i dyrektorem szkoły w Lund. Rodzina jej matki pochodziła ze Smålandii, gdzie Elin spędziła dzieciństwo i gdzie wracała już jako dorosła, również w swojej twórczości literackiej. Swoją karierę dziennikarską zaczęła w dzienniku „Helsingborgsposten”, gdzie pracowała w latach 1903–1904. Po przeprowadzce do Sztokholmu pisała dla czasopisma „Idun” (1907–1917). Przez wiele lat pisała również dla dziennika „Dagens Nyheter”. Była też mocno zaangażowana w kwestię przyznania kobietom praw wyborczych w Szwecji.
W latach 20. XX w. związała się ze środowiskiem Fogelstagdsgruppen, zrzeszającym kobiety zaangażowane w walkę o edukację kobiet i zwiększanie ich świadomości społecznej. Grupa wydawała w latach 1923–1936 czasopismo „Tidevarvet”, którego redaktorem naczelnym przez kilka lat była Elin Wägner.
W latach 1910–1922 była żoną Johana Landquista, szwedzkiego krytyka literackiego i profesora psychologii. Po rozwodzie przeniosła się do Smålandii, gdzie w okolicach Växjö wniosła posiadłość Lilla Björka, gdzie mieszkała i pracowała do końca życia.
W połowie lat 30. XX wieku związała się ze wspólnotą kwakrów.
Jako druga kobieta w historii została w 1944 roku wybrana do Akademii Szwedzkiej na fotel nr 15.

## Twórczość
Jako pisarka zadebiutowała w 1908 roku powieścią Norrtullsligan, popularność przyniosła jej dopiero kolejna powieść, Pennskaftet z 1910 roku, opowiadająca o losach kobiet walczących o prawo wyborcze. W swoich kolejnych powieściach często podejmowała takie tematy jak prawo wyborcze kobiet, pokój na świecie, kwestie środowiska naturalnego.
Najważniejsze utwory:
- Från det jordiska museet (1907)
- Norrtullsligan (1908)
- Pennskaftet (1910)
- Helga Wisbeck (1913)
- Mannen och körsbären (1914)
- Camillas äktenskap (1915)
- Släkten Jerneploogs framgång (1916)
- Åsa-Hanna (1918)
- Kvarteret Oron (1919)
- Den befriade kärleken (1919)
- Den förödda vingården (1920)
- Nyckelknippan (1921)
- Den namnlösa (1922)
- Från Seine, Rhen och Ruhr (1923)
- Silverforsen (1924)
- Natten till söndag (1926)
- De fem pärlorna (1927)
- Den odödliga gärningen (1928)
- Svalorna flyga högt (1929)
- Korpungen och jag (1930)
- Gammalrödja (1931)
- Dialogen fortsätter (1932)
- Mannen vid min sida (1933)
- Vändkorset (1934)
- Genomskådad (1937)
- Hemlighetsfull (1938)
- Tusen år i Småland (1939)
- Fred med jorden (1940)
- Väckarklocka (1941)
- Selma Lagerlöf I (1942)
- Selma Lagerlöf II (1943)
- Hans Larsson (1944)
- Vinden vände bladen (1947)
- Spinnerskan (1948)
- Fredrika Bremer (1949) (wydane pośmietnie)